# Hurritas
Los hurritas (cuneiforme Ḫu-ur-ri 𒄷𒌨𒊑, hórreos en el Antiguo Testamento, surabitas en los documentos de Babilonia) fueron un pueblo que habitó en la Antigüedad una región centrada en el valle del río Khabur (norte de Mesopotamia y sus alrededores), lo que comprende los actuales sudeste de Turquía, norte de Siria e Irak y noroeste de Irán.

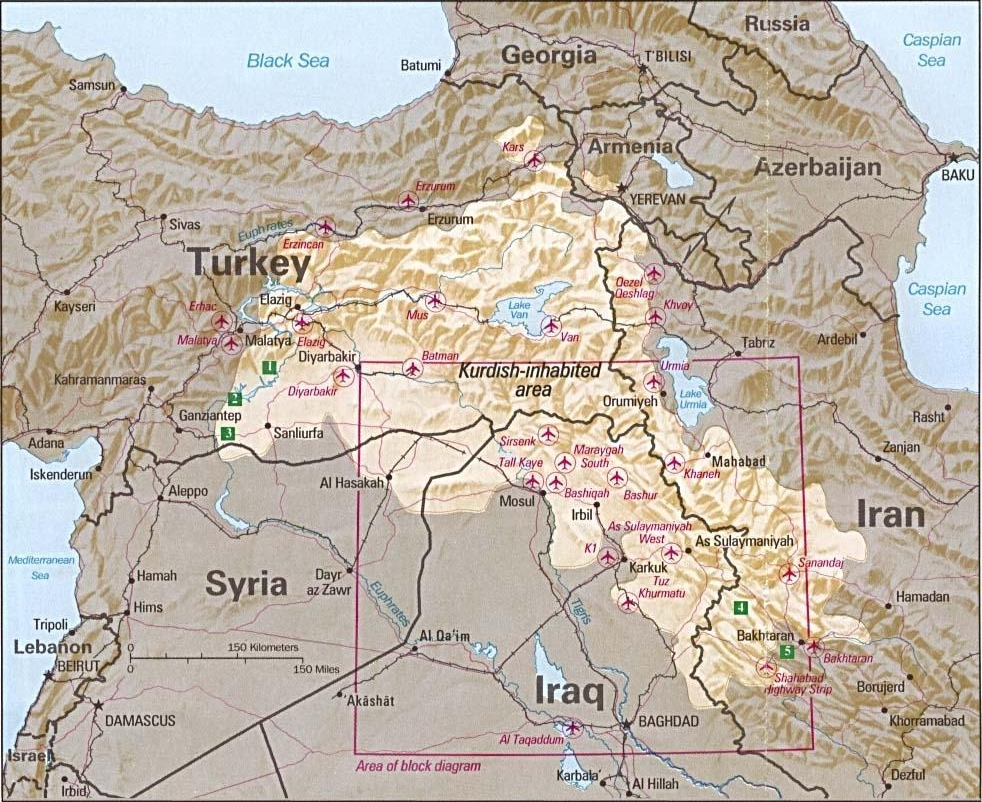
Algunos autores consideran que los hurritas fueron los antecesores de los kurdos, cuyo actual territorio se muestra en la imagen (con color más claro).

Entre los numerosos Estados que fundaron, destaca el de Mitani, que fue una de las grandes potencias de su época. Su distribución era similar a la de los kurdos en la actualidad.